# Club Polideportivo Mérida
Il Club Polideportivo Mérida è stata una società calcistica con sede a Mérida nella Estremadura, in Spagna. 
Gioca in Tercera Division o serie inferiori (salvo una stagione in Segunda B terminata coin la retrocessione) fino al 1989. Da allora la sua storia è un crescendo che culmina nella vittoria della Segunda División 1994-1995. L'esordio nella Liga non è fortunato ed al termine della stagione il Merida retrocede, ma l'anno successivo arriva il riscatto con una nuova vittoria della seconda serie. Terminata ancora una volta al penultimo posto la sua seconda stagione nella massima divisione, dopo due anni fallì ed il suo posto come prima squadra di Mérida venne preso dal team satellite Mérida Unión Deportiva.

## Denominazioni storiche
- Sportiva Emeritense — (1912–20)
- Club Catalanes — Club MZA — (1920–21)
- Club Emerita — (1921–36)
- Guerra Civile Spagnola - Nessuna attività — (1936–39)
- SD Emeritense — (1939–66)
- Mérida Industrial CF — (1966–85)
- CP Mérida — (1985–2000)
- Mérida UD — (1990–currently)

## Tornei nazionali
- Primera División: 2 stagioni
- Segunda División: 7 stagioni
- Segunda División B: 3 stagioni
- Tercera División: 37 stagioni

## Stagioni
| Temporada | Categoria | Posición | Copa del Rey |
| --------- | --------- | -------- | ------------ |
| 1943/44   | 3ª        | 10º      |              |
| 1944/45   | 3ª        | 8º       |              |
| 1945/46   | 3ª        | 10º      |              |
| 1946/47   | 3ª        | 7º       |              |
| 1947/48   | Regionali | —        |              |
| 1948/49   | Regionali | —        |              |
| 1949/50   | 3ª        | 16º      |              |
| 1950/51   | 3ª        | 9º       |              |
| 1951/52   | 3ª        | 4º       |              |
| 1952/53   | 3ª        | 9º       |              |
| 1953/54   | 3ª        | 4º       |              |
| 1954/55   | 3ª        | 2º       |              |
| 1955/56   | 3ª        | 3º       |              |
| 1956/57   | 3ª        | 1º       |              |
| 1957/58   | 3ª        | 4º       |              |
| 1958/59   | 3ª        | 11º      |              |

| Temporada | Categoría | Posición | Copa del Rey |
| --------- | --------- | -------- | ------------ |
| 1959/60   | 3ª        | 4º       |              |
| 1960/61   | 3ª        | 15º      |              |
| 1961/62   | Regionali | —        |              |
| 1962/63   | 3ª        | 9º       |              |
| 1963/64   | 3ª        | 11º      |              |
| 1964/65   | 3ª        | 9º       |              |
| 1965/66   | 3ª        | 9º       |              |
| 1966/67   | 3ª        | 6º       |              |
| 1967/68   | 3ª        | 4º       |              |
| 1968/69   | 3ª        | 10º      |              |
| 1969/70   | 3ª        | 7º       |              |
| 1970/71   | 3ª        | 17º      |              |
| 1971/72   | Regionali | —        |              |
| 1972/73   | Regionali | —        |              |
| 1973/74   | Regionali | —        |              |
| 1974/75   | Regionali | —        |              |

| Temporada | Categoría | Posición | Copa del Rey |
| --------- | --------- | -------- | ------------ |
| 1975/76   | Regionali | —        |              |
| 1976/77   | 3ª        | 15º      |              |
| 1977/78   | 3ª        | 8º       |              |
| 1978/79   | 3ª        | 4º       |              |
| 1979/80   | 3ª        | 1º       |              |
| 1980/81   | 2ªB       | 18º      |              |
| 1981/82   | 3ª        | 2º       |              |
| 1982/83   | 3ª        | 6º       |              |
| 1983/84   | 3ª        | 6º       |              |
| 1984/85   | 3ª        | 4º       |              |
| 1985/86   | 3ª        | 7º       |              |
| 1986/87   | 3ª        | 12º      |              |
| 1987/88   | 3ª        | 2º       |              |
| 1988/89   | 3ª        | 1º       |              |
| 1989/90   | 2ªB       | 8º       |              |

| Temporada | Categoría | Posición | Copa del Rey  |
| --------- | --------- | -------- | ------------- |
| 1990/91   | 2ªB       | 4º       | 3º Turno      |
| 1991/92   | 2ª        | 7º       | 5º Turno      |
| 1992/93   | 2ª        | 9º       | 5º Turno      |
| 1993/94   | 2ª        | 9º       | 1/8 di Finale |
| 1994/95   | 2ª        | 1º       | 3º Turno      |
| 1995/96   | 1ª        | 21º      | 3º Turno      |
| 1996/97   | 2ª        | 1º       | 2º Turno      |
| 1997/98   | 1ª        | 19º      | 1/4 di Finale |
| 1998/99   | 2ª        | 10º      | 1º turno      |
| 1999/00   | 2ª        | 6º       | 1/4 di Finale |